# Партия народной свободы
Па́ртия наро́дной свобо́ды (ПАРНА́С), ранее — Республиканская партия России — Партия народной свободы (РПР-ПАРНАС), — бывшая российская правоцентристская, консервативно-либеральная политическая партия, существовавшая в 1990—2023 годах.

## Введение
Партия создана в ноябре 1990 года на базе части движения «Демократическая платформа», чьи представители покинули КПСС из-за разногласий с большинством на XXVIII съезде. 14 марта 1991 года Минюст РСФСР зарегистрировал объединение Республиканская партия Российской Федерации (РПРФ), ставшее одной из трёх первых партий России. Партия была представлена в Госдуме четырёх созывов (в составе коалиций и блоков). В 2000-х, объединившись с рядом организаций, РПР увеличила свою численность, входила в коалицию «Другая Россия» и участвовала в «Маршах несогласных». В 2007 году партия была лишена регистрации. В 2010 году РПР вошла в коалицию «За Россию без произвола и коррупции» (позднее — партия «ПАРНАС»). В 2013 году стала полноправным членом Альянса либералов и демократов за Европу.
В 2011 году ЕСПЧ признал незаконным лишение регистрации, и с 5 мая 2012 года Минюст РФ вернул партии прежнюю госрегистрацию. Затем члены-активисты ПАРНАСа вступили в Республиканскую партию и 16 июня 15-й съезд объединённой оппозиционной партии переименовал РПР в «РПР-ПАРНАС». 2 августа Минюст выдал свидетельство с новым названием, а новые устав и программа партии официально вступили в силу. «РПР-ПАРНАС» — это фактически Партия народной свободы, а юридически — РПР. Нового учредительного съезда и создания новой партии не было, а «РПР» и «РПР-ПАРНАС» — одна и та же партия с тем же самым регистрационным номером. 5 июля 2015 года на съезде партии было принято решение о сокращении названия до «ПАРНАС».
Председатель «ПАРНАС» — Михаил Касьянов (до 2015 года являлся одним из сопредседателей вместе с Владимиром Рыжковым и Борисом Немцовым). Коллегиальный руководящий орган — Федеральный политический совет в основном из региональных отделений. Исполнительный директор партии — Мария Яблонская.
«ПАРНАС» — единственная партия, чьей официальной политической программой и главным требованием является выполнение резолюций митингов «За честные выборы!» декабря 2011 года. В политической декларации провозглашается приоритет прав и свобод человека и подчеркивается оппозиционность к Владимиру Путину. Также заявляется, что «ПАРНАС» — это «партия регионов и партия муниципалитетов».
18 июня 2021 года, на сайте партии под подписью лидера Михаила Касьянова появилось заявление, в котором говорится, что Министерство юстиции приостановило государственную регистрацию Партии народной свободы (ПАРНАС) до 2 сентября 2021 года.

## Идеология и цели

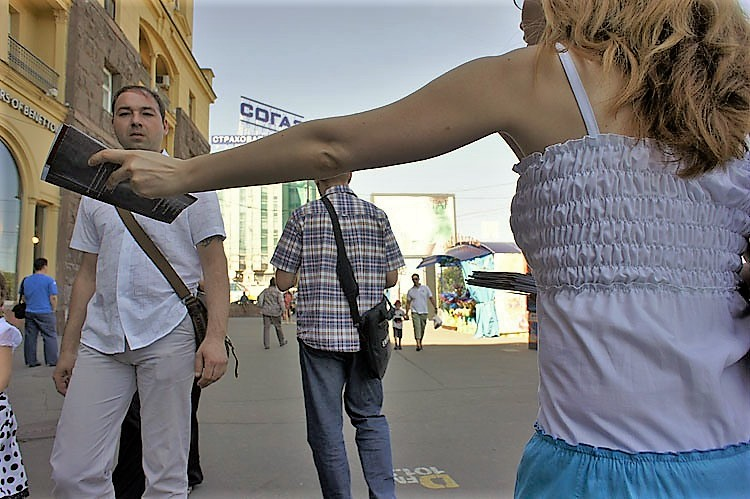
Раздача докладов «Путин. Коррупция»

Идеология — либерализм, но чуть правее, чем «Яблоко», с акцентом на рыночную конкуренцию, защиту собственности, независимый суд. РПР будет выражать интересы участников многотысячных митингов «За честные выборы!». Также у партии «широко открыты двери» для активистов в регионах, защищающих исторические центры городов, малого бизнеса, правозащитников, экологов.
Владимир Рыжков говорит: «Я надеюсь, что наша партия станет выразителем Якиманки, Болотной, Сахарова, выразителем интересов тех самых „рассерженных горожан“, которые туда выходили. Было бы здорово, если б Республиканская партия стала сервисным бюро, через которое разные правозащитники, экологи, борцы с коррупцией, мелкие предприниматели могли постучаться в политическую жизнь регионов».
Универсальные ценности, права и свободы человека имеют приоритетное значение для партии. Своих целей члены партии намерены добиваться исключительно мирными, конституционными средствами.
Республиканская партия выступает за демократию, права человека, федерализм и местное самоуправление, свободные и честные выборы, современную рыночную экономику. Все последние годы РПР была в принципиальной оппозиции нынешней власти.
Открывая 15-й съезд, Владимир Рыжков обозначил три главных принципа Республиканской партии. «Партия всегда была последовательно демократической и либеральной. У партии с 22-летней историей безупречная политическая репутация. И третий принцип — РПР всегда была партией объединявшей и объединяющей».
Программа партии Архивная копия от 8 января 2017 на Wayback Machine и политическая декларация Архивная копия от 8 января 2017 на Wayback Machine приняты 16 июня 2012 года на 15-м съезде РПР-ПАРНАС.
В политической декларации партии провозглашается приоритетное значение прав и свобод человека и гражданина. Документ подчёркивает оппозиционность новой организации к Владимиру Путину и признаёт прошедшие парламентские и президентские выборы нечестными и несвободными. Главным своим требованием партийцы называют выполнение резолюций декабрьских митингов на Болотной площади и проспекте Сахарова в 2011 году: освобождение политзаключённых, осуществление «реальной политической реформы» и «проведение на этой основе досрочных парламентских и президентских выборов не позднее 2013 года». Партия намеревается изменить Конституцию, отнять у президента все функции исполнительной власти и право формирования правительства, как и два добавленных года президентского срока. «Президент не должен представлять какую-либо ветвь власти — он должен быть только гарантом Конституции», — считает Касьянов.

### Программа партии
Главные принципы: 1) Res Publica (общее дело), 2) народ, 3) свобода.
Программа состоит из:
- Задача первая. Обуздать бюрократию! Провести комплексные политические реформы!
  - Политическая реформа
  - Общественный контроль
  - Борьба с коррупцией
- Задача вторая. Обеспечить быстрый экономический рост!
  - Конкуренция
  - Инфраструктура
  - Институты
  - Предприниматели и государство
  - Человеческий капитал
- Задача третья. Деньги — регионам и муниципалитетам!

### Политическая декларация (выдержки)
Республиканская партия России — Партия народной свободы (РПР-ПАРНАС) констатирует, что парламентские и президентские выборы в России 2011—2012 гг. не были ни свободными, ни честными. В результате политическая ситуация в России характеризуется острым кризисом и глубоким общественным расколом. Массовые протесты в Москве и других городах свидетельствуют о том, что значительная часть общества не приняла официальные результаты выборов и считает сформированную на их основе власть нелегитимной и не отвечающей интересам поступательного развития нашей страны.

Начало очередного президентского срока В. Путина отмечено наращиванием силового давления на гражданское общество и политическую оппозицию. Вместо того, чтобы совместно со своими оппонентами искать выход из политического кризиса, власть перешла к угрозам, провокациям и подавлению гражданского протеста посредством полицейских, административных и судебных репрессий.

Партия заявляет о приоритетном значении для всей своей деятельности универсальных ценностей прав и свобод человека, зафиксированных в Конституции России и основополагающих документах Совета Европы, и категорически не приемлет «особых» трактовок этих ценностей.

Партия настаивает на полном выполнении требований, содержащихся в резолюциях массовых манифестаций декабря 2011 года на Болотной площади и проспекте Сахарова в Москве. Эти же требования являются основными текущими политическими требованиями Партии.

Партия не приемлет насилия и будет добиваться своих политических целей исключительно мирными конституционными средствами.

Партия считает ключевым условием для реализации общедемократических требований наращивание мирного гражданского протеста во всех гарантированных Конституцией формах. Партия является активной частью этого протестного движения и готова сотрудничать со всеми политическими и гражданскими силами, которые разделяют ценности и принципы Конституции и готовы действовать мирными средствами, исключающими насилие как метод политической борьбы.

## Руководящие органы

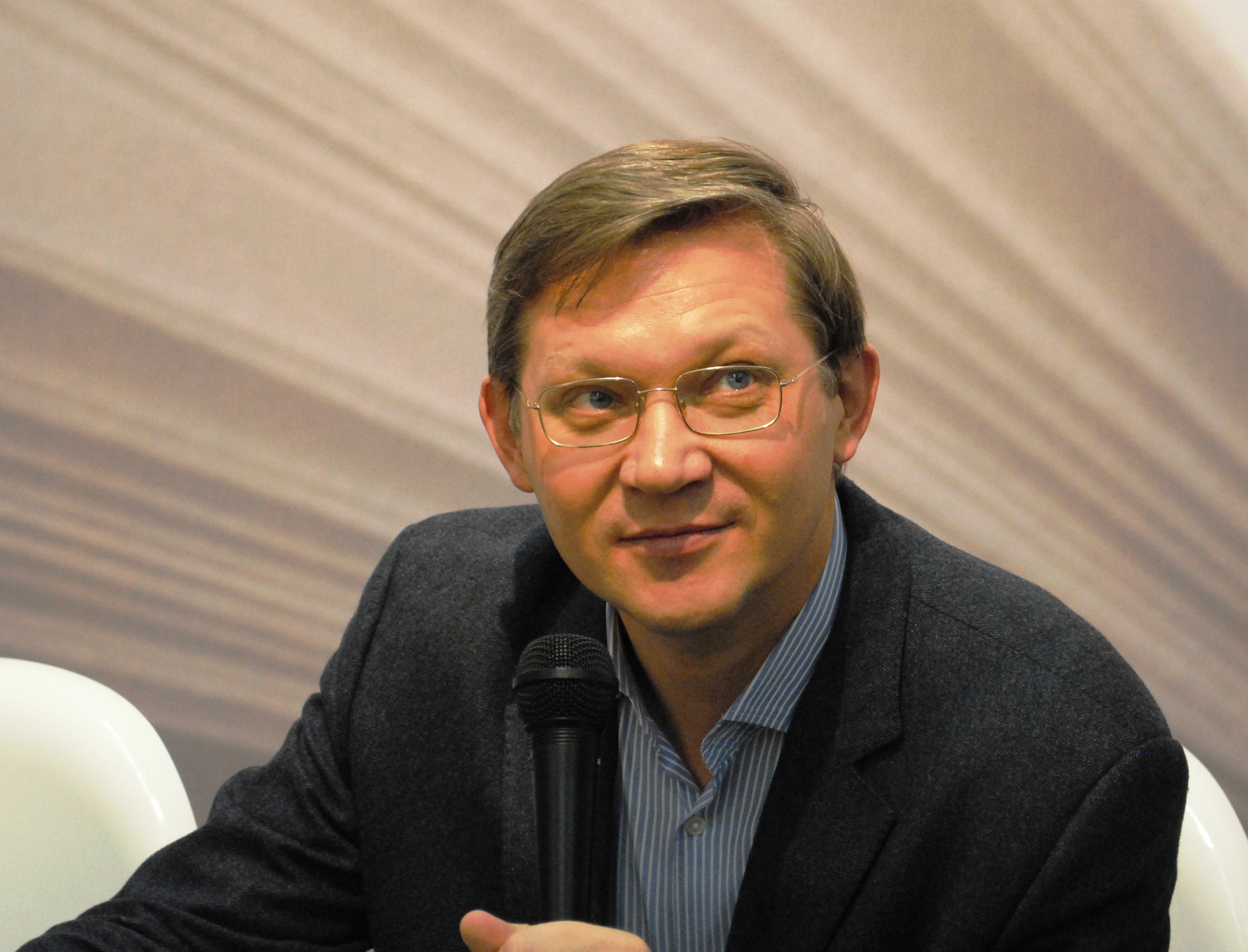
Сопредседатель партии с 2006 по 2014 год Владимир Рыжков

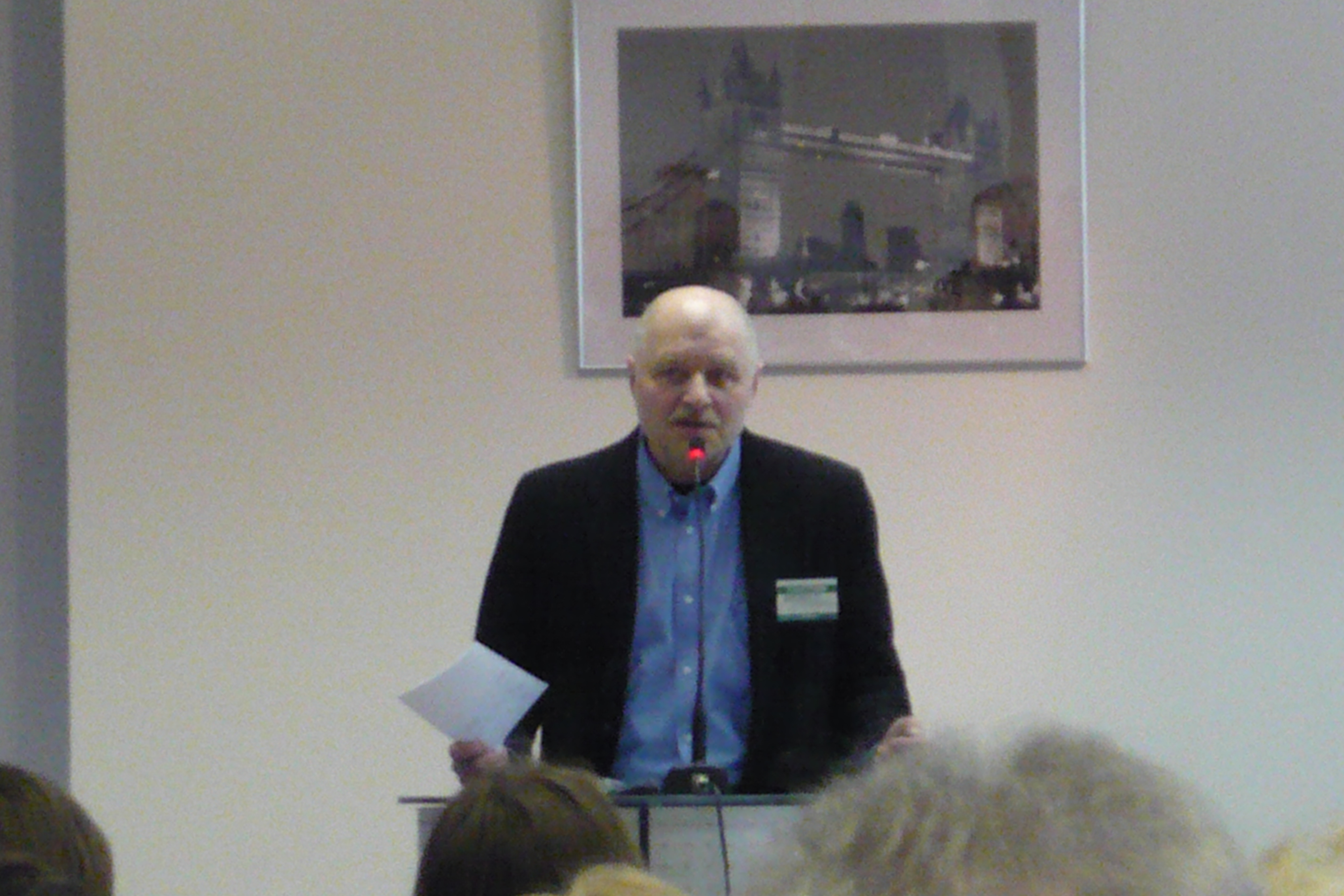
Исполнительный директор Михаил Шнейдер

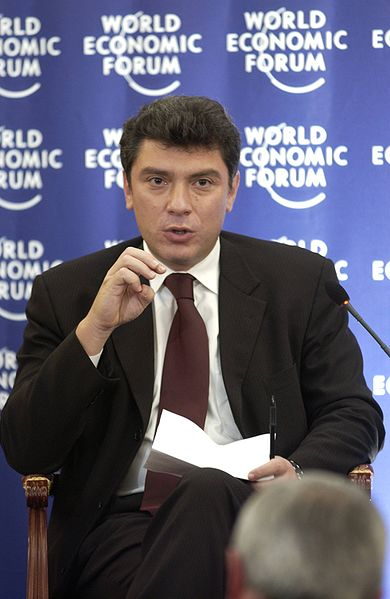
Сопредседатель РПР-ПАРНАС с 2012 по 2015 Борис Немцов

В соответствии с уставом РПР-ПАРНАС:
- Высшим руководящим органом Партии является Съезд, который собирается не реже, чем раз в четыре года.

Председатель партии — Михаил Касьянов
Исполнительный директор — Мария Яблонская
Ответственный секретарь — Константин Мерзликин
- Постоянно действующим коллегиальным руководящим органом Партии является Федеральный политический совет.

Бюро Федерального политсовета: Александр Берестнев, Михаил Касьянов, Константин Мерзликин, Юрий Богомолов, Андрей Зубов, Вадим Лукашевич, Василий Цепенда.
Члены Федерального политсовета: Дмитрий Андросов, Александр Берестнев, Юрий Богомолов, Михаил Борисов, Александр Брагин, Максим Верников, Андрей Зубов, Михаил Касимов, Михаил Касьянов, Дмитрий Качановский, Ирина Климова, Дина Кожевникова, Владимир Козомазов, Павел Лебедев, Вадим Лукашевич, Игорь Малов, Андрей Махнев, Константин Мерзликин, Сергей Михайлов, Александр Нычкин, Наталья Пелевина, Геннадий Пушко, Александр Расторгуев, Муса Садаев, Василий Цепенда, Михаил Шнейдер.
Ревизионная комиссия: Вадим Большаков, Роман Ефремов, Александр Тетеря.

## Численность и сторонники
По данным партии, на 2007 год в РПР состояло 58 тысяч 166 граждан РФ. На май 2011 года численность ПАРНАСа — 46 тысяч 158 человек. На выборах в Госдуму в 2011 году 14 % россиян заявили, что могли бы проголосовать за ПАРНАС. За партию проголосовало бы 10 % участников митинга «За честные выборы!» 24 декабря 2011 года. РПР-ПАРНАС является политическим и юридическим правопреемником РПР и ПАРНАС.
1 марта 2015 года в траурном шествии памяти сопредседателя РПР-ПАРНАС Бориса Немцова в Москве приняло участие от 15,5 до 56 тыс. человек (по разным оценкам).

## История партии

### Основание Республиканской партии Российской Федерации
Республиканская партия — одна из старейших в России. Её предшественником была образованная на рубеже 80-х и 90-х годов Демократическая платформа в КПСС, выступавшая за демократизацию партии. РПР была создана в ноябре 1990 года членами Демплатформы, которые покинули КПСС из-за разногласий с большинством на XXVIII съезде КПСС. 17-18 ноября 1990 в Москве прошёл Учредительный съезд Республиканской партии Российской Федерации (РПРФ), принявший Декларацию, Устав партии и Программу, а также избравший Координационный Совет. Тремя сопредседателями партии стали Владимир Лысенко, Степан Сулакшин и Вячеслав Шостаковский. Съезд принял резолюцию о необходимости объединения с Социал-демократической партией России (Олег Румянцев) и утвердил участие РПРФ в движении «Демократическая Россия». Впоследствии, однако, большинство членов Координационного Совета РПРФ поддержало курс на самостоятельность партии.
- 1993 — на выборах в Госдуму первого созыва было избрано 12 членов РПРФ: 5 — от блока «ЯБЛоко», 7 — от блока «Выбор России».
- июнь 1994 года — V съезд партии рассмотрел вопрос о введении поста единоличного председателя партии (фактически об инкорпорации Республиканской партии в «Яблоко»). В результате острой дискуссии председателем РПРФ был избран Владимир Лысенко, после чего партию покинули сторонники «Яблока» — 38 делегатов съезда, позже создавшие партию «Демократическая альтернатива».
- 17 декабря 1995 года — в парламентских выборах партия участвовала в составе блока «Памфилова — Гуров — Владимир Лысенко (Республиканская партия Российской Федерации)»[37], но он не преодолел 5 % барьера, получив около 1 млн голосов (1,6 %).
- 1999 — в итоге выборов в Государственную Думу РФ III созыва в парламент был избран только один член партии — Владимир Лысенко как независимый кандидат по одномандатному округу.

В начале 2000-х с Республиканской партией Российской Федерации (название до 2002 года) объединись члены движения «Вперёд, Россия!» Бориса Фёдорова, Крестьянской и Единой народной партии солдатских матерей.

### Переименование в РПР и перерегистрация поновому закону «О политических партиях»
- 27 апреля 2002 года — XI съезд РПРФ принял решение о преобразовании РПРФ в политическую партию с названием «Республиканская партия России», принял новую редакцию Устава и Программы партии, избрал сопредседателей — Бориса Фёдорова и Владимира Лысенко. До 1 января 2003 года Республиканская партия России прошла перерегистрацию в Министерстве юстиции Российской Федерации.

### Обновление партии и новая символика

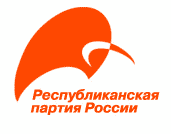
Логотип РПР с 2005 по 2012 год.

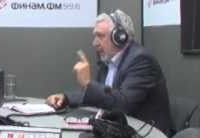
Второй губернатор Красноярского края Валерий Зубов был в середине 2000-х одним из четырёх сопредседателей Республиканской партии России

- 2005 год — в состав партии вошло несколько независимых депутатов Госдумы, в том числе Владимир Рыжков и Михаил Задорнов.
- 17 октября 2005 года — объявлено о вхождении Единой народной партии солдатских матерей в РПР в качестве одной из фракций.
- 16 сентября 2005 года на пресс-конференции в Москве была представлена новая символика Республиканской партии России (РПР) — логотип и флаг. Новым символом партии стало стилизованное изображение быка малинового цвета на белом фоне. Как пояснил член политсовета РПР депутат Госдумы Святослав Насташевский, бык был выбран в качестве символа партии, так как он является символом труда, силы и напора. В то же время, заметил его коллега Владимир Рыжков, в международной биржевой терминологии бык является символом игры на повышение акций, а противоположную тенденцию — на снижение — олицетворяет медведь[42]. Лозунг партии — «Свобода и справедливость».
- В 2006 году часть солдатских матерей во главе со Светланой Кузнецовой вступили в партию Яблоко, образовав там фракцию «Солдатские матери»[43].

### Лишение госрегистрации
В марте 2007 года Верховный суд вынес решение о ликвидации Республиканской партии.
Владимир Рыжков заявил: «Сейчас идёт скоординированная кампания по прополке политического поля. Все остальные партии уничтожаются, чтобы упростить Кремлю задачу избрания полностью подконтрольной Думы.» О причинах преследования Рыжков сказал: «Да, как только в феврале 2005 года я и мои коллеги вступили в Республиканскую партию, тут как отрезало. Росрегистрация перестала принимать любой наш документ. У нас арестовали счета. Против нас постоянно возбуждаются иски о ликвидации наших региональных отделений. Таких исков уже более 20. Это целенаправленная кампания преследования. Главным раздражителем является то, что в партии нахожусь я и „Солдатские матери“, у которых много конфликтов с армейским начальством. И ещё то, что мы — абсолютно независимая партия. Не бегаем в Кремль по каждому вопросу. Вообще не бегаем.»
31 мая 2007 года партия по запросу Федеральной регистрационной службы была лишена регистрации на основе решения кассационной инстанции Верховного суда по мнению Владимира Рыжкова, за то, что последние годы была в принципиальной оппозиции власти, режиму произвола и коррупции, за что и подвергалась преследованиям.
Как сообщала пресс-служба РПР, сопредседатель РПР Владимир Лысенко видел основные мотивы преследований в неподкупности Республиканской Партии, её чётких и непоколебимых моральных принципах и устоях, являющихся крайне неудобными для действующей власти. Кремль боялся, что РПР может стать консолидирующим звеном объединения оппозиции. Заявлялось, что РПР намерена бороться и пойдёт до конца в желании защитить свои конституционные права и свободы и предоставить оппозиционным гражданам возможность участвовать в политической жизни страны. «Если мы не сумеем сохранить демократические институты, Россию ждут большие потрясения», уверен В. Лысенко.
В 2008 году были планы создать объединённую организацию или партию из членов Союза правых сил, Объединённого гражданского фронта, Российского народно-демократического союза и Республиканской партии.

### Основание коалиции «За Россию без произвола и коррупции»

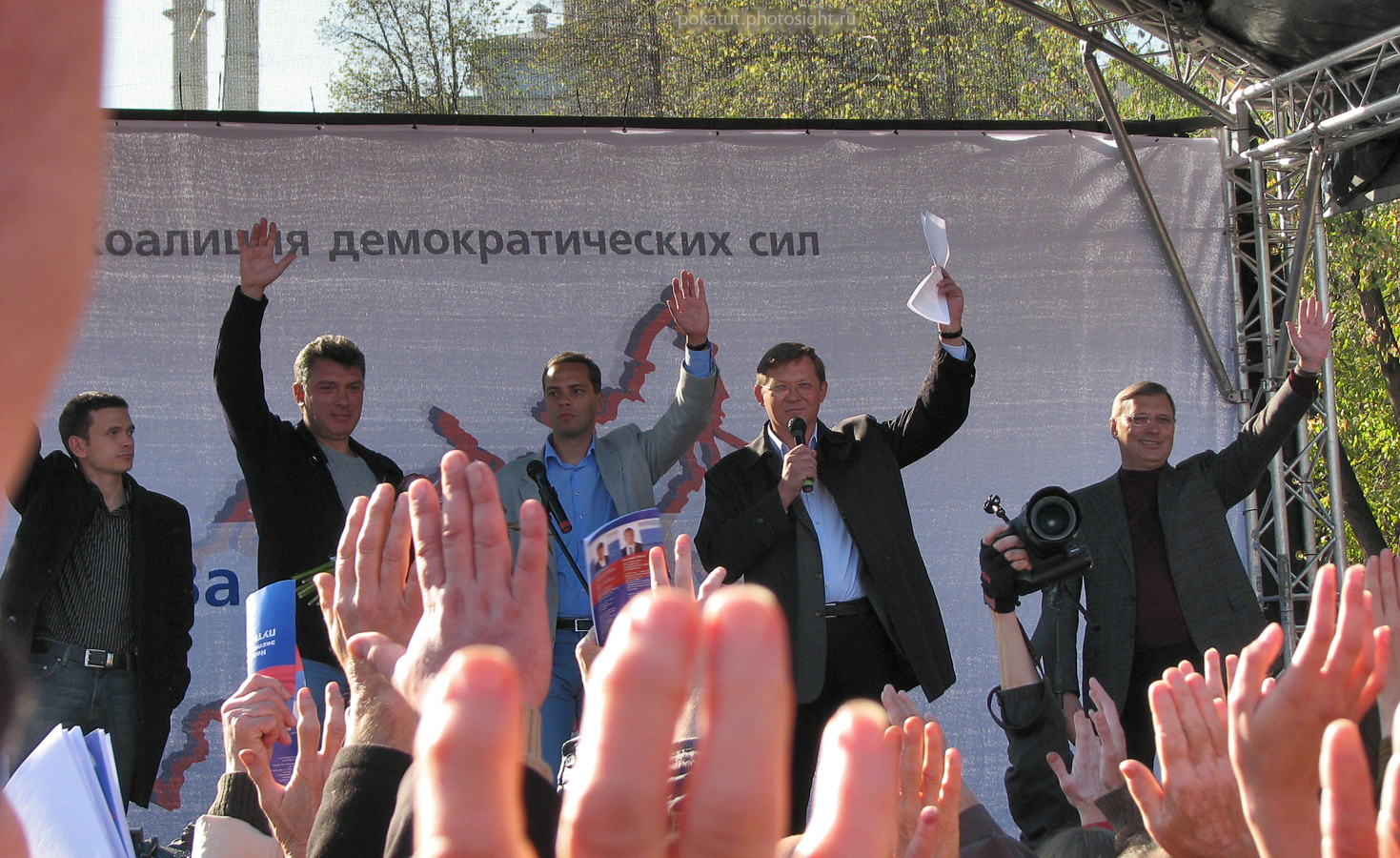
Первый митинг коалиции демократических сил «За Россию без произвола и коррупции» в Москве на Болотной площади 9 октября 2010 года

О создании оппозиционной демократической коалиции «За Россию без произвола и коррупции» было объявлено 16 сентября 2010 года на пресс-конференции в Москве. В коалицию вошли Российский народно-демократический союз, Республиканская партия России, движение «Солидарность», движение «Демократический выбор». 13 декабря в Москве состоялся учредительный съезд Партии народной свободы «За Россию без произвола и коррупции», созданной на базе коалиции. Лидер РПР Владимир Рыжков стал одним из сопредседателей новой партии.
Весной и в течение 2011 года на народные пожертвования было напечатано и распространено 440 000 экземпляров доклада «Путин. Коррупция». 22 июня Министерство юстиции отказало в регистрации Партии народной свободы. Сопредседатели Партии народной свободы на пресс-конференции заявили, что декабрьские выборы в Госдуму без них, в связи с отказом в регистрации, будут нелегитимны, и намерены организовать широкую протестную кампанию. «Необходим гражданский протест под лозунгом „ни одного голоса партии жуликов и воров, фронту жуликов и воров, лидеру жуликов и воров и его сателлитам!“» — сказал Борис Немцов. Члены Партии народной свободы были одним из организаторов и активных участников многотысячных протестных митингов «За честные выборы!» в 2011—2012 годах, требуя в том числе регистрации всех оппозиционных партий.

### Борьба за восстановление партии
- апрель 2011 года — Европейский суд по правам человека признал роспуск РПР незаконным. В сентябре решение вступило в законную силу[47][48].
- январь 2012 года — Верховный суд по требованию Владимира Рыжкова отменил решение о ликвидации Республиканской партии России[49][50]. Судья Николай Толчеев 23 января отменил предыдущее решение ВС РФ от 23 марта 2007 года о ликвидации партии, вынесенное на основании заявления Росрегистрации о том, что численность членов политического объединения и количество её региональных отделений не соответствуют российскому законодательству. В частной жалобе на решение судьи Толчеева Минюст вначале не согласился с определением о возобновлении слушаний по существу по вопросу и просил его отменить. Однако затем жалоба была отозвана, что и повлекло прекращение производства по делу[47].
- март 2012 года — министерство юстиции отозвало иск о ликвидации партии[51].

В апреле 2012 года политсовет Партии народной свободы принял решение действовать на основе регистрации Республиканской партии. «Я рада, что Республиканская партия станет платформой для большой демократической партии», — так прокомментировала решение политсовета ПАРНАСа сопредседательница РПР Валентина Мельникова.
Верховный суд РФ 19 апреля 2012 года окончательно отменил решение о ликвидации партии и обязал Минюст восстановить регистрацию партии. Ранее Минюст сам отказался от иска о ликвидации, а теперь Минюст дал понять, что не намерен обжаловать решение Верховного суда и немедленно начнёт его выполнять. Это снимало последние сомнения в том, что Республиканская партия очень скоро будет зарегистрирована.

### Отмена ликвидации и восстановление госрегистрации

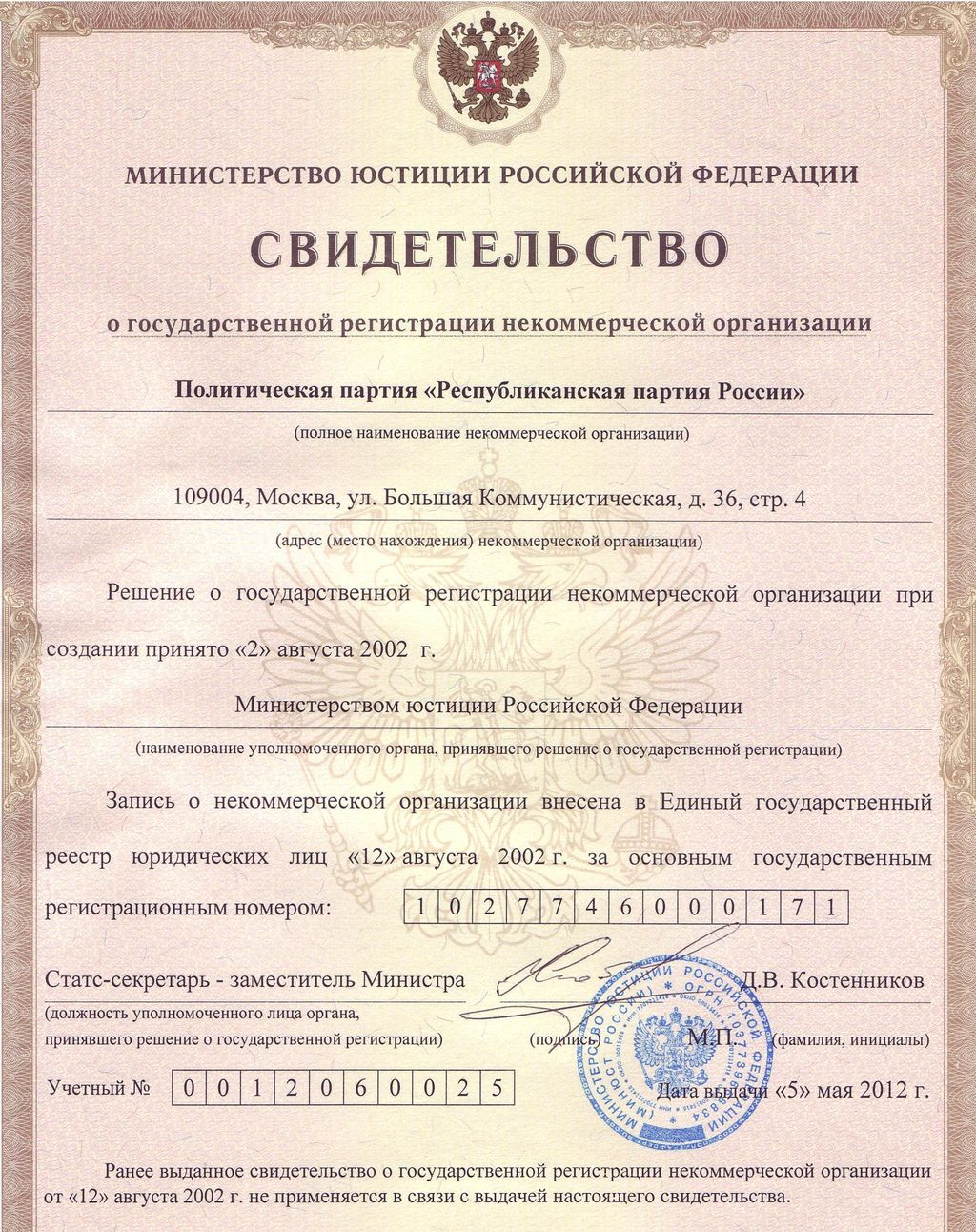
Свидетельство о государственной регистрации Республиканской партии России от 05.05.2012 на основании решения от 2002 года

С 5 мая 2012 года госрегистрация официально восстановлена и РПР стала 8-й (известной на тот момент) официально зарегистрированной партией в России. Минюст России «особым порядком» восстановил регистрацию Республиканской Партии России, таким образом, выполнив вступившее в законную силу решение Европейского суда по правам человека. 10 мая представители партии в Минюсте получили соответствующее свидетельство о восстановлении государственной регистрации.
Пресс-служба Минюста сообщила, что он восстановил регистрацию Республиканской партии России. «Во исполнение определения Верховного суда РФ от 19 апреля 2012 года восстановлена государственная регистрация политической партии Республиканская партия России», — говорится в сообщении.
Это был первый случай восстановления регистрации политической партии по суду в новейшей истории России.
«Сейчас РПР может приглашать в свои ряды всех рассерженных граждан и будет бороться за реализацию требований участников массовых акций протеста на Болотной площади и на проспекте Сахарова не только на улицах и площадях, но и в рамках предвыборных кампаний всех уровней», — подчеркнул Рыжков).
Как говорит лидер партии Владимир Рыжков, сейчас главное — как можно быстрее восстановить её работоспособность, а осенью участвовать в региональных и муниципальных выборах.
«Мы гордимся тем, что регистрация этой партии произошла не потому, что власти соизволили её зарегистрировать, а потому, что Европейский суд по правам человека признал решение о запрете этой партии незаконным», — сказал Борис Немцов. По его словам, Республиканская партия вновь получила государственную регистрацию не с барского плеча, а вопреки мнению властей. «Это настоящая оппозиционная партия», — заявил Немцов.
Владимир Рыжков написал: «Теперь мы можем все вместе дать бой ворам и жуликам на выборах — от местных до федеральных. Я вижу так — любые граждане, любые „рассерженные горожане“ — могут идти на выборы от РПР — при нашей активной поддержке, реализовывать свои гражданские инициативы и программу требований Болотной-Сахарова-Якиманки».
Через 2 дня после объявления о восстановлении регистрации, 12 мая собрался политсовет РПР. Политсовет принял все решения, которые бы позволили запустить партийный механизм, и принял решение о создании отделений в остальных 26 субъектах Федерации. На момент закрытия партии у неё было 57 региональных отделений. 12 мая политсовет подтвердил эти региональные отделения. Владимир Рыжков заявил, что они «намерены добиться от минюста, чтобы нам вернули регистрацию тех региональных отделений, которые были закрыты вместе с партией». Было принято решение участвовать в выборах в 5 регионах. На 16 июня в Москве планируется восстановительный съезд РПР. На съезде, как говорит Рыжков, будут измены устав и программа партии, которая «должна синтезировать программы „ПАРНАСа“ и РПР» и будет полностью переизбрано все руководство. ПАРНАС будет участвовать в восстановлении региональных отделений. «Здесь ещё много до конца не решённых вопросов. В каких-то регионах есть только РПР, где-то есть только ПАРНАС», — говорил Рыжков.
Рыжков был избран председателем политсовета РПР, чтобы он мог без доверенности представлять партию в регионах и в Москве.

### Восстановительный и объединительный 15-й съезд партии

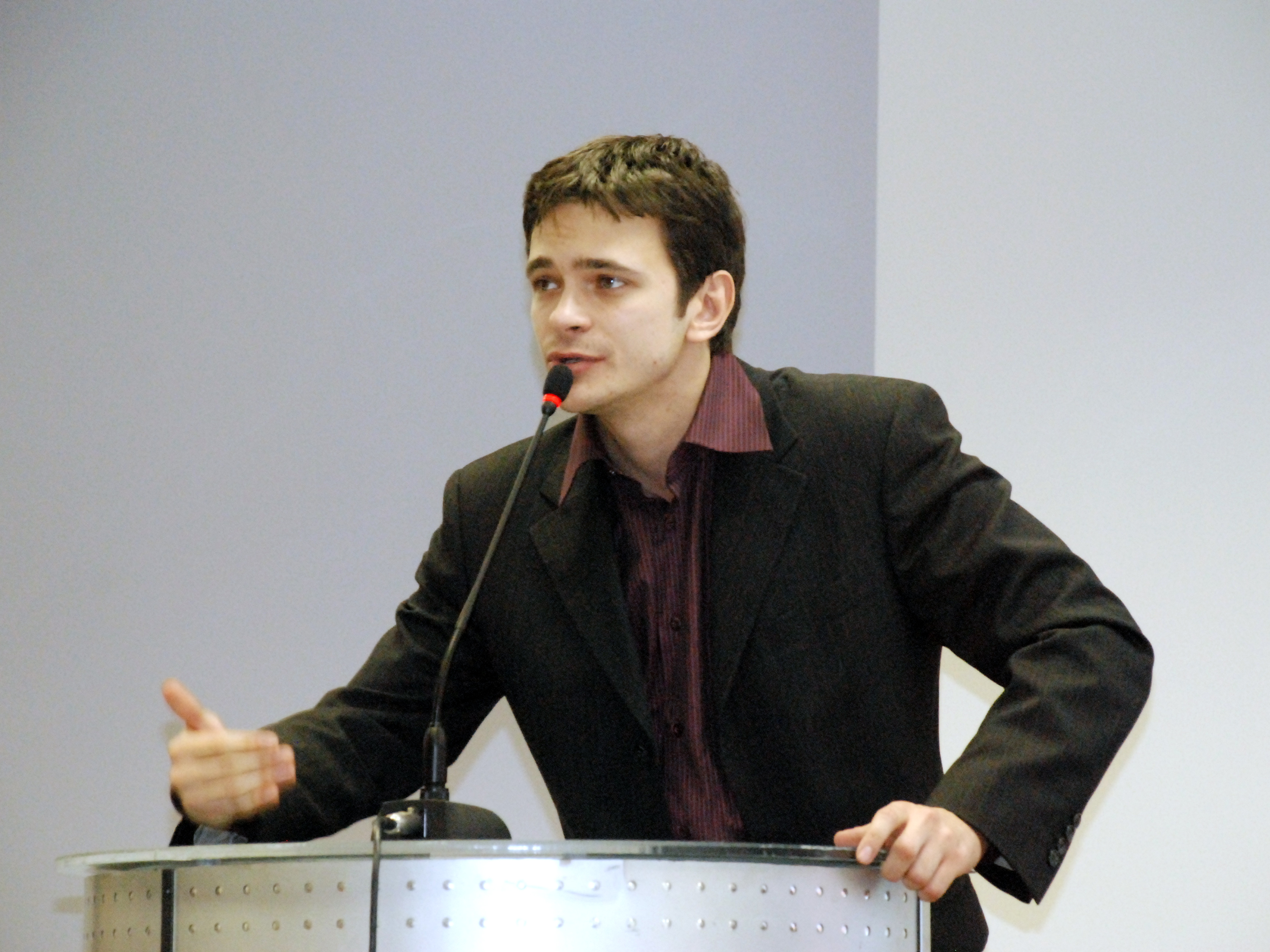
Заместитель председателя ПАРНАС Илья Яшин

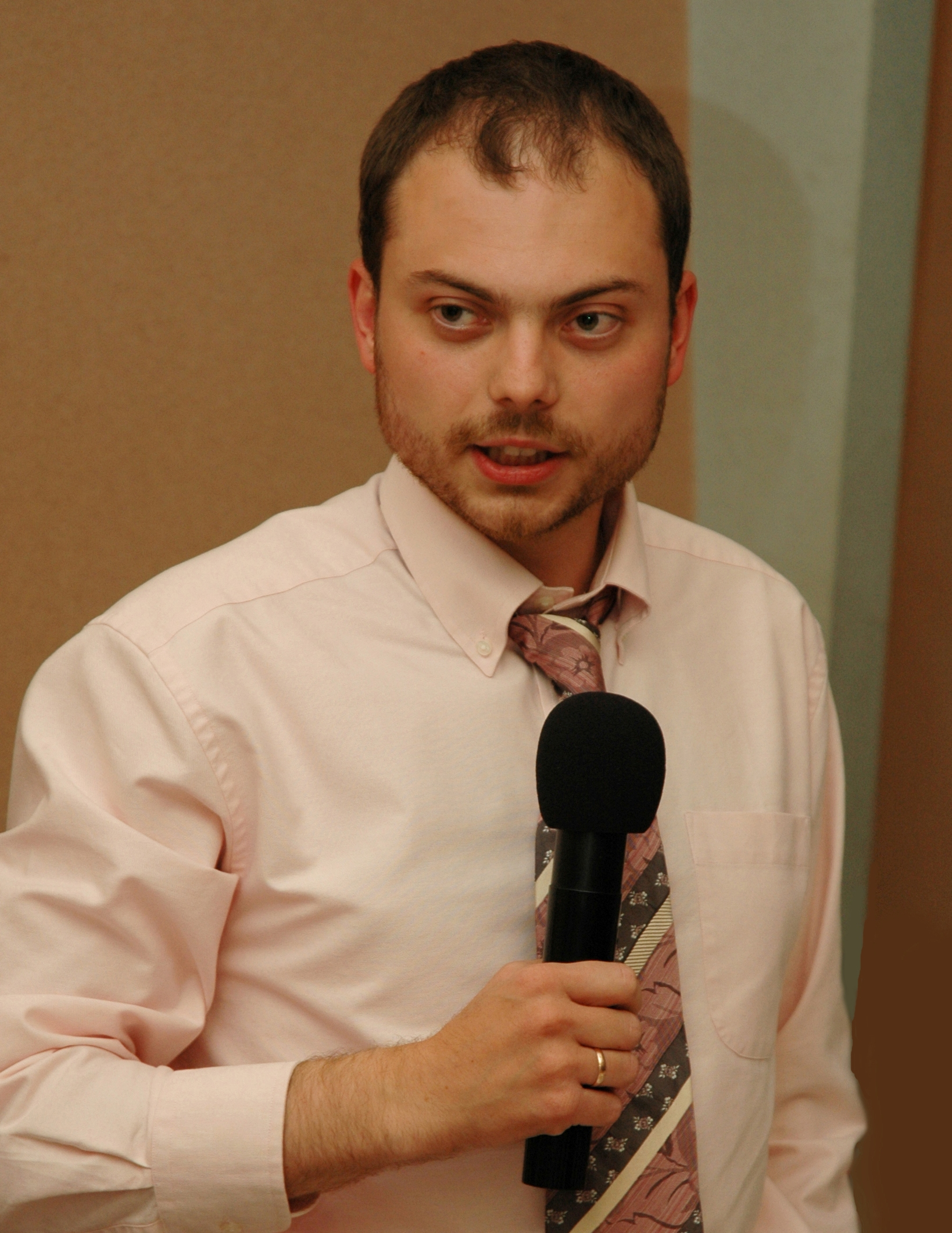
Заместитель председателя ПАРНАС Владимир Кара-Мурза-младший

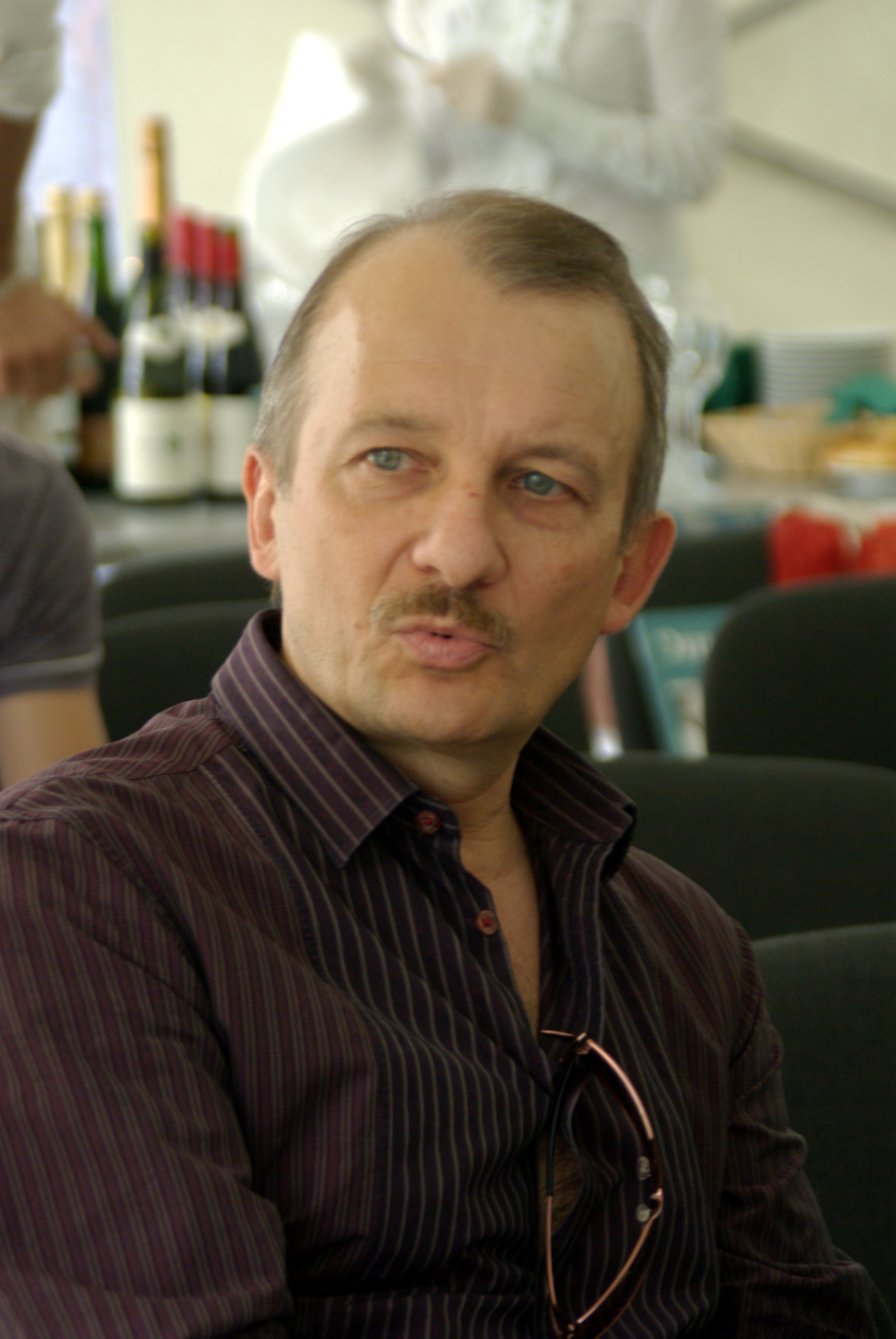
Член Бюро Федерального политсовета ПАРНАС Сергей Алексашенко

16 июня 2012 года в Москве в гостинице «Измайлово» прошёл 15-й восстановительный и объединительный съезд «Республиканской партии России — Партии народной свободы». В работе съезда приняли участие 157 делегата из 65 регионов. Согласно повестке дня съезда были заслушаны доклады об общественно-политической ситуации в стране и задачах партии, был принят новый устав и программа партии, политическая декларация, а также выбраны руководящие и контрольные органы. Сопредседателями партии были избраны Михаил Касьянов, Борис Немцов и Владимир Рыжков. Гости съезда — научный руководитель Высшей школы экономики Евгений Ясин, правозащитница Людмила Алексеева, актриса Наталья Фатеева, Евгений Гонтмахер и другие — поздравили с объединением и созданием новой мощной демократической силы и пожелали успехов организации. Среди гостей также и экс-сопредседатель «Правого дела» Леонид Гозман.
Открывая съезд, Владимир Рыжков обозначил три главных принципа Республиканской партии. «Партия всегда была последовательно демократической и либеральной. У партии с 22-летней историей безупречная политическая репутация. И третий принцип — РПР всегда была партией объединявшей и объединяющей. Эти три ценности мы должны воспринять».
На съезде была принята декларация, в которой говорится об основных целях и задачах партии. Среди них — добиться прекращения уголовного преследования активистов оппозиции, освобождения политзаключённых, проведения политической реформы, а также досрочных президентских и парламентских выборов.
После съезда сайт rprf.ru был перенаправлен на бывший сайт ПАРНАС.

### Выборы осени 2012 года
В середине июля Республиканская партия России вошла в число партий имеющих право участвовать в выборах. ЦИК России объявила, что получила информацию из Министерства юстиции, согласно которой по состоянию на 12 июля 2012 года право участвовать в выборах имеют 25 политических партий (то есть которые зарегистрированы и подтвердили регистрацию отделений как минимум в 42 регионах страны).
2 августа было выдано свидетельство о регистрации РПР-ПАРНАС. Минюст РФ внёс изменения в ЕГРЮЛ, в результате которых политическая партия РПР получила новое название РПР-ПАРНАС, принятое 15 съездом партии. Официально вступили в силу новый Устав и Программа партии.
13 августа РПР-ПАРНАС выдвинула кандидата в губернаторы Амурской области. По договорённости с членам регионального отделения партии Сергей Пузиков не стал собирать подписи в свою поддержку, ожидая отказ избиркома в регистрации и возможность оспорить закон о выборах в части организации муниципального фильтра, сбора подписей и запрета на самовыдвижение кандидатов в Конституционном суде РФ как противоречащий конституции.
Партия участвовала в выборах в городскую думу Барнаула и выборах в саратовскую облдуму. В Саратовской области РПР-ПАРНАС пошла на выборы, объединившись с «Яблоком» («Яблоко» сняло свой список в поддержку «РПР—ПАРНАС»), сторонниками Михаила Прохорова, «Демвыбором». На выборы в городскую думу Барнаула РПР-ПАРНАС пошла и списком, и выдвинула кандидатов в округах. В Краснодаре и других регионах партия призвала голосовать за «Яблоко».
В Барнауле партия РПР-ПАРНАС набрала 5,44 % голосов и получила одно место в гордуме. Владимир Рыжков и представители ЛДПР, «Яблоко» и «Справедливой России» заявили о фальсификацях. Из-за невозможности постоянно работать в регионе Владимир Рыжков передал свой мандат следующему кандидату в списке и депутатом от РПР-ПАРНАС стал Анатолий Вытоптов. В одном из районов Тывы всем 17 кандидатам от партии было отказано в регистрации, была объявлена голодовка. В итоге партия сумела получить представительство в Тыве. В Саратовской области по состоянию на лето 2013 года отделение партии продолжает инициировать судебные процессы о фальсификациях.

### Выборы осени 2013 года
Осенью 2013 года партия планирует идти на выборы в 20 регионах (Республика Хакасия, Ивановская область, Иркутская область, Ярославская область) РПР-ПАРНАС примет участие в выборах мэра Владивостока (планируется, что кандидатом будет журналист Мария Соловьенко, известная фразой «Спасибо, Вова» во время пресс-конференции Владимира Путина), мэра Вологды, гордумы Новомосковска, а Владимир Рыжков возможно будет сам выдвигаться в Хакасии. Позже РПР-ПАРНАС было принято решение не участвовать в выборах мэра Владивостока.
РПР-ПАРНАС первой выдвинула кандидата в губернаторы Хабаровского края, им стал индивидуальный предприниматель Андрей Громов, которому позже было отказано в регистрации.
После объявления досрочных выборов мэра Москвы Бюро ФПС РПР-ПАРНАС рекомендовало Московскому городскому отделению партии выдвинуть в качестве кандидата Алексея Навального, не являющегося членом этой партии. Если бы выборы мэра состоялись по графику, позже выборов в Мосгордуму, то кандидатом предлагалось выдвинуть Михаила Касьянова. 12 июня после совместного «Марша против палачей» была достигнута договорённость об объединении усилий РПР-ПАРНАС, партии «Народный альянс» и Партии 5 декабря на выборах Мосгордуму в 2014 году. В тот же день Совет МГРО РПР-ПАРНАС назначил общее собрание на 14 июня и также рекомендовал поддержать Навального. 14 июня состоялось официальное выдвижение Алексея Навального от РПР-ПАРНАС. Выдвижение от партии избавляет его от необходимости собирать 73 тысячи подписей избирателей в свою поддержку, оставляя необходимость преодолеть только муниципальный фильтр — подписи 110 муниципальных депутатов из 110 разных районов Москвы. 8 сентября 2013 года, по итогам выборов, Алексей Навальный с результатом 27,24 % голосов занял второе место, уступив Сергею Собянину.
На досрочных выборах губернатора Московской области партия поддержала Геннадия Гудкова, который был выдвинут от «Яблока».
По итогам единого дня голосования 8 сентября РПР-ПАРНАС, принимая участия в региональных выборах, прошла в Ярославскую областную думу, заняв 5-е место с результатом 5,11 % голосов. В Иркутске партии было отказано в заверение списка кандидатов, в Хакасии было отказано в регистрации, на выборах в Ивановскую областную Думу участвовало 20 партий, РПР-ПАРНАС набрала 0,27 % голосов.

### Выборы осени 2014 года
Осенью 2014 года РПР-ПАРНАС участвовала в двух региональных избирательных кампаниях. В выборы депутатов Верховного Хурала (парламента) Республики Тыва второго созыва партийный список набрал 2,88 %, в выборах депутатов Республики Алтай шестого созыва партийный список набрал 1,78 %. В обоих случаях партия не была допущена к распределению мандатов.

### Убийство Бориса Немцова
27 февраля 2015 года в Москве на Большом Москворецком мосту поздним вечером был застрелен Борис Немцов, сопредседатель партии и депутат Ярославской областной думы от РПР-ПАРНАС.
Убийство произошло накануне оппозиционного марша «Весна», который должен был состояться 1 марта 2015 года, и одним из организаторов которого был Немцов. 1 марта вместо планировавшегося марша было проведено согласованное с мэрией Москвы траурное шествие памяти Немцова, в котором, по данным организации «Белый счётчик», приняли участие более 50 тысяч человек (по официальным данным полиции — 15,5 тысяч чел., а по оценкам источников главного редактора «Эха Москвы» Алексея Венедиктова в московской полиции — до 56 тыс. участников).

### Выборы 2015 года
В 2015 году РПР-ПАРНАС заключила соглашение о создании демократической коалиции с «Партией Прогресса» и «Демократическим выбором» и выдвинула списки кандидатов в 4 областях — Калужской, Костромской, Магаданской и Новосибирской. Списки кандидатов в Калужской, Костромской и Новосибирской областях выдвинуты по результатам открытых праймериз.
27 июля избирательная комиссия Новосибирской области отказала в регистрации списка кандидатов, посчитав часть собранных подписей недействительными. По информации начальника избирательного штаба Леонида Волкова, проверка подписей осуществлялась по устаревшим базам данным ФМС России с большим количеством ошибок. Зарегистрироваться на выборы депутатов Законодательного Собрания Новосибирской области смог лидер новосибирского отделения РПР-ПАРНАС Егор Савин, который на 16 одномандатном избирательном округе занял второе место с результатом 18,96 %.
Спискам кандидатов РПР-ПАРНАС из-за подписей также было отказано в регистрации в Калужской, Магаданской и Костромской области. Однако после поданной апелляции ЦИК России обязал избирком Костромской области в двухдневный срок пересмотреть решение об отказе в регистрации и 14 августа 2016 года список кандидатов РПР-ПАРНАС в количестве 43 человек был зарегистрирован избиркомом Костромской области под последним номером 15. В общерегиональной части списка РПР-ПАРНАС было три кандидата: Илья Яшин, Владимир Андрейченко и Роман Князев. По итогам выборов список кандидатов РПР-ПАРНАС (при проходном барьере в 5 %) набрал 2,28 % голосов избирателей и не был допущен к распределению мандатов.

### Выборы 2016 года

#### Выборы в региональные законодательные органы 2016 года
В 2016 году ПАРНАС принял участие только в одной региональной избирательной кампании — в выборах депутатов Законодательного Собрания Санкт-Петербурга шестого созыва, региональный список ПАРНАС состоит из 23 кандидатов, в общую часть списка входят два кандидата: Андрей Пивоваров и Наталья Грязневич. Список был заверен избиркомом Санкт-Петербурга 30 июня 2016 года.
17 августа 2016 года региональный список ПАРНАС был зарегистрирован Санкт-Петербургской избирательной комиссии. Ранее Горизбирком Петербурга отказал в регистрации списка ПАРНАСа на основании того, что 444 подписи из 3787 взятых на проверку были забракованными. При этом большое количество подписей было забраковано на основании данных ФМС. В ЦИК заявили, что после повторной проверки 94 подписи из тех, что ранее забраковали во ФМС, признали действительными. Центризбирком России рекомендовал зарегистрировать партийный список кандидатов в Законодательное собрание Петербурга от ПАРНАСа. Поводом для этого стала плохо проведённая проверка УФМС.
По итогам голосования, региональный список ПАРНАС набрал 2,11 % голосов и не был допущен до распределения мандатов.

#### Выборы в Государственную Думу седьмого созыва
Летом 2015 года было объявлено о создании широкой демократической коалиции для участии в последующих выборах в региональные парламенты на базе Партии народной свободы. Осенью того же года коалиция подтвердила свои планы по участию в выборах 2016 года в Государственную думу.
10 декабря 2015 года состоялось собрание всех членов демократической коалиции и было принято решение участвовать в выборах депутаты Государственной Думы в 2016 году. 15 февраля 2016 года были утверждены Правила проведения праймериз Демократической коалиции ПАРНАС, в частности каждому заявившемуся кандидату в праймериз необходимо было получить поддержку как минимум от одного участника демкоалиции и оплатить регистрационный взнос 20000 рублей. (недоступная ссылка)
28 апреля 2016 года руководство и некоторые члены Партии Прогресса и Демократического выбора объявили о своём выходе из демкоалиции.
28 и 29 мая 2016 года состоялись праймериз, в котором приняли участие 95 зарегистрированных кандидата. Уверенную победу на праймериз одержал Вячеслав Мальцев, набрав 5448 голосов. Второе место занял Андрей Зубов (1601 голос), третье место занял Константин Янкаускас (1393 голоса).
2 июля 2016 года состоялся съезд партии, который выдвинул список кандидатов, а также 113 кандидатов по одномандатным округам по выборам в Государственную Думу. В общефедеральную часть списка кандидатов вошло три кандидата: Михаил Касьянов, Вячеслав Мальцев и Андрей Зубов. Всего список кандидатов состоит из 312 человек, поделённых на 49 региональных групп.
15 июля 2016 года федеральный список кандидатов в количестве 283 человек был заверен ЦИКом, в него вошли представители разных политический партий (в том числе и незарегистрированных), общественных объединений и беспартийные кандидаты. Партию «ПАРНАС» в федеральном партийном списке представили депутат города Набережные Челны Рузиль Мингалимов, депутат Ярославской областной Думы Василий Цепенда, иркутский общественник Ольга Жакова, Вадим Суходольский, Егор Савин, певец Владимир Назаров, Наталья Грязневич, Андрей Пивоваров, профессор Андрей Зубов. «Партию Прогресса» представили Александр Куниловский, Михаил Борисов, Евгений Доможиров, Игорь Конаков, Руслан Руденко. Партию «5-го декабря» представили муниципальный депутат Зюзино и лидер партии «5-го декабря» Константин Янкаускас, Сергей Давидис, Олег Антипенко. Партию «Демократический выбор» представили новосибирский политик Сергей Дьячков, Илья Львов, Дмитрий Лурье. От «Либертарианской партии России» в федеральный список кандидатов вошли Председатель «Либертарианской партии России» Андрей Шальнев, его заместитель Сергей Бойко, хабаровский блогер Александр Симонцев, Евгений Алдаев, Дмитрий Максимов, Виталий Крутицкий, Михаил Чичков и Евгений Каленов. От общественного объединения «Солидарность» в список кандидатов вошли Александр Болдырев и Дмитрий Семёнов.
Помимо федерального списка кандидатов 15 июля 2016 года ЦИКом был заверен список кандидатов по одномандатным избирательным округам в количестве 109 человек.
3 августа 2016 года из ранее заверенного списка кандидатов исключили двух кандидатов, после чего список кандидатов состоящий из 281 человека был зарегистрирован ЦИКом.
Перед началом агитационной кампании некоторые члены партии ПАРНАС запросили разрешение властей Украины на предвыборную агитацию в Крыму, получив позже от них отказ.
По результатам голосования партия заняла одиннадцатое место и не преодолела 5 % барьер, набрав 0,73 % голосов.
Из 112 одномандатных округов, где участвовали кандидаты от ПАРНАС, никто из них не сумел победить на одномандатном округе.

### После выборов в Государственную Думу
Практически сразу после проведения выборов лидер партии Михаил Касьянов на различного рода брифингах и интервью давал понять, что ПарНаС выборы не признаёт, считая их несвободными и нечестными. Он указал, что «шансы на конституционное мирное изменение власти резко упали». Также Касьянов заявил, что намерен сохранить пост лидера партии, при этом он рассказал о своей надежде на диалог с «Яблоком» и Алексеем Навальным. В связи с собственным неверием в легитимные способы смены курса власти Касьянов сказал, что не собирается принимать участие на предстоящих президентских выборах.

### Выборы 2017 года
В 2017 году партия участвовала в шести крупных избирательных кампаниях.

#### Выборы регионального уровня 2017 года
На должность глав регионов были выдвинуты:
- Олег Овчинников (Удмуртская республика) — отказано в регистрации[120];
- Сергей Балабаев (Ярославская область) — был зарегистрирован в качестве кандидата на должность губернатора[121] и набрал 5,88 % голосов избирателей, заняв третье место (из пяти кандидатов)[122].

На выборах в Государственный совет Удмуртской республики партийному списку было отказано в регистрации.

#### Выборы муниципального уровня 2017 года
Партия принимала участие в следующих избирательных кампаниях:
- выборы муниципальных депутатов города Москвы — получены 2 мандата (из 1502)[124];
- выборы депутатов Горно-Алтайского городского совета депутатов — партийный список после выдвижения взял самоотвод[125], по одномандатным округам от партии было зарегистрировано три кандидата[126];
- выборы депутатов муниципалитета города Ярославля 7-го созыва — был зарегистрирован партийный список кандидатов (21 человек)[127] и шесть кандидатов по одномандатным округам; за партийный список проголосовало 3,92 % избирателей, при проходном барьере в 5 %[источник не указан 2525 дней].

### Выборы 2018 года
18 ноября в Агрызском муниципальном районе Татарстана прошли дополнительные выборы в Городской совет Агрыза, в которых принял участие Председатель Удмуртского ПАРНАС Дмитрий Бегишев, заняв 2-е место (19 % голосов)
Выборы губернатора Московской области — Алексею Дуленкову было отказано в регистрации.
Дополнительные выборы в Государственную думу по одномандатному избирательному округу № 158 (Самарская область) — Владимир Авдонин, которому было отказано в регистрации.
Выборы в Ярославскую областную думу 7-го созыва — зарегистрировано 37 кандидатов в партийном списке и 16 кандидатов по одномандатным округам. 28 августа данный список кандидатов был снят с выборов Областным судом Ярославской области из-за нарушений при выдвижении кандидатов, Верховный суд Российской Федерации оставил данное решение в силе. Из кандидатов по одномандатным округам никто не сумел победить.
Выборы в советы муниципальных районов — партийные списки ПАРНАС (по 11 кандидатов в каждом) были зарегистрированы в Усть-Канском и Шебалинском районах Республики Алтай. Оба партийных списка не смогли преодолеть проходной 5 % барьер, набрав соответственно 3,08 % и 1,91 % избирателей.
На дополнительных выборах в Городскую думу Ижевска (Удмуртская Республика) кандидату от ПАРНАС было отказано в регистрации.

### Выборы 2021 года
20 марта в Москве прошёл XIX Съезд Партии народной свободы (ПАРНАС), на котором был принят Манифест о программных принципах и ценностях Партии, который предполагает, что в случае невозможности создать свою коалицию в ГосДуме, то партия сформирует свой «список доверия» к выборам в Госдуму. В него войдут кандидаты от разных политических сил, взгляды и программа которых не будет противоречить ценностям и программе Партии.
3 июня ЦИК России опубликовал список партий, которые могут участвовать в выборах. Однако в этот же день Минюст уведомил ПАРНАС о приостановлении государственной регистрации партии сроком на 3 месяца — до 2 сентября 2021 года. Как заявляет руководство партии — подобные меры властей это новый инструмент неправового ограничения избирательных и политических прав граждан, который стал частью кампании по полной зачистке избирательного поля от несогласных и нелояльных действующей власти политических сил.

### Ликвидация регионального отделения ПАРНАС в Чувашской Республике
12 января 2023 года Верховный суд Чувашской Республики вынес решение о ликвидации регионального отделения ПАРНАС, о чём сообщил председатель партии Игорь Малов:
— С иском о ликвидации нашего отделения в суд вышел Минюст Чувашии из-за найденных в ходе проверки нарушений. Основная из причин — это отсутствие необходимых документов с информацией о юридическом адресе партии. Другие причины — неточности в оформлении документации, в том числе по спискам ее членов. Мы же считаем, что это формальные причины. Как нам известно, многочисленные нарушения якобы были обнаружены и в документах партии в Москве. Поэтому ликвидация ПАРНАС в Чувашии, на наш взгляд, это скорее всего федеральная установка и причина тому в антивоенных заявлениях на сайте партии.

### Ликвидация регионального отделения ПАРНАС в Санкт-Петербурге
27 марта 2023 года Городской суд Санкт-Петербурга принял решение о ликвидации петербургского отделения ПАРНАС по иску от регионального управления Министерства юстиции. В объединённой пресс-службе судов заявили, что решение было принято в связи с «многочисленными нарушения отделения, которые не были ликвидированы».

### Ликвидация партии
25 мая 2023 года Верховный суд России по административному иску от Министерства юстиции ликвидировал ПАРНАС; согласно решению суда, ликвидации подлежат партия, а также все её региональные отделения. По словам суда, поводом для иска стало отсутствие у ПАРНАС необходимого количества отделений, а также претензии к отдельным существующим отделениям со стороны Федеральной налоговой службы и управления Министерства юстиции.

## Критика
16 декабря 2010 года в конце телепрограммы «Разговор с Владимиром Путиным» глава правительства России Путин зачитал вопрос неизвестного автора «Чего на самом деле хотят Немцов, Рыжков, Милов и так далее?» (перечислены лидеры ПАРНАС на тот момент) и ответил:

Денег и власти, чего они ещё хотят?! В своё время они поураганили, в 90-х годах утащили вместе с Березовским и теми, кто сейчас находится в местах лишения свободы, немало миллиардов.— Владимир Путин, глава правительства России
В ответ Немцов, Рыжков и Милов подали судебный иск о защите чести, достоинства и деловой репутации к Путину и ВГТРК, которая транслировала упомянутую программу. Савёловский районный суд Москвы отказал в удовлетворении иска, а в мотивировочной части решения было объяснено, что «фамилии Немцова, Рыжкова и Милова употреблены не в качестве имён собственных, а исключительно в нарицательном значении этих фамилий для обозначения определённого класса политических деятелей», а вопрос о том, чего хотят оппозиционеры, «касался не персонально личности Немцова Б. Е., Рыжкова В. А. и Милова В. С., а носил обобщающий характер и был направлен на выяснение общего отношения Путина В. В. к деятельности определённой группы лиц, ранее имевшей непосредственное отношение к осуществлению госвласти в РФ».
Адвокат истцов Вадим Прохоров назвал решение суда «противоречивым»: «С одной стороны, суд счёл имена истцов нарицательными, а с другой — связал их деятельность с конкретными событиями 90-х годов».

## Мнения
Евгений Ясин приветствовал создание партии:

На демократическом фланге появилась большая сила. Россия вновь повернулась к демократии и во многом нам надо будет сделать какие-то вещи вновь. У меня уже не было надежды увидеть такой поворот к демократии, но он происходит и я очень рад.— Евгений Ясин
С похвалой о партии высказался Леонид Гозман:

Я думаю, что перспективы у партии довольно хорошие: потребность в нормальной правоцентристской партии объективно существует. ПАРНАС эту потребность может удовлетворить, поэтому у них есть неплохие шансы.— Леонид Гозман, политик
Марк Урнов похвалил «верную стратегию наступления на регионы», проводимую по его словам ПАРНАС:

ПАРНАС избрал верную стратегию наступления на регионы: очевидно, что политические изменения будут делаться не только в Москве. Если протестное движение сконцентрируется на столице, то ничего не получится. На самом деле, работа в регионах — это главное политическое направление на выборах.— Марк Урнов, научный руководитель факультета Прикладной политологии Высшей школы экономики

## Финансирование партии
«Партия народной свободы» не получает государственного финансирования за голоса избирателей. Членских взносов в партии нет. По годам доходы партии составили:
- 2012 год — 0 руб.;
- 2013 год — 13,8 млн руб.;
- 2014 год — 5,5 млн руб.
- 2015 год — 9,9 млн руб.

Из этих цифр видно, что к 2015 году партии удалось значительно увеличить свои доходы, но они оставались небольшими. Расходы партии за 2015 год составили 9,8 млн руб. и распределялись следующим образом:
- Содержание руководящих органов партии — 55,6 %;
- Содержание региональных отделений партии — 0 %;
- Перечислено в избирательные фонды — 34,7 %;
- Агитационно-пропагандистская деятельность — 2,0 %;
- Публичные мероприятия, съезды, собрания и т. п. — 2,8 %;
- Прочие расходы — 4,8 %.

Из этих цифр видно, что партия тратит основную часть средств на содержание своего центрального аппарата и совершенно не развивает сеть региональных отделений, либо они развиваются на волонтёрской основе.